# Фонемно-цветовая синестезия
Фонемно-цветовая синестезия — разновидность хроместезии (так называемого «цветного слуха»). У людей, обладающих этим видом синестезии, звучащие фонемы ассоциируются с определёнными цветами. Как и другие виды синестезии, фонемно-цветовая синестезия непроизвольна и, как правило, постоянна.

## Суть феномена
Существуют разнообразные виды синестезии, в том числе связанные с цветовым восприятием звуков (хроместезия). Среди них можно выделить музыкально-цветовую синестезию (цветовые ассоциации со звуками музыки) и фонемно-цветовую (цветовые ассоциации со звуками речи). Фонемно-цветовую синестезию следует отличать от графемно-цветовой, в которой цветовые ассоциации вызывают буквы, а не обозначаемые ими звуки. Впрочем, Л. П. Прокофьева, вслед за А. П. Журавлёвым, полагает, что цветовые ассоциации вызывают графема и фонема, буква и звук как единый комплекс.

## Фонемно-цветовая синестезия и фоносемантика
Фоносемантика изучает связь между значением слова и его звуковой оболочкой. Колористические и ассоциативные значения звуков изучает психофоносемантика . О цветозвуковых связях в поэзии писал А. П. Журавлёв в своей книге «Звук и смысл». Этой же теме посвятил отдельную главу в своей работе «Филологический анализ поэтического текста» Ю. В. Казарин. Однако фоносемантика изучает, скорее, общие тенденции, тогда как цветовые ассоциации синестетов могут быть и сугубо индивидуальными.

## Фонемно-цветовая синестезия в искусстве
Самым известным примером фонемно-цветовой синестезии в поэзии является сонет Артюра Рембо «Гласные». Первый катрен:
« А – черный; белый – Е; И – красный; У – зеленый.

О – синий: тайну их скажу я в свой черед,

А – бархатный корсет на теле насекомых,

Которые жужжат над смрадом нечистот.(перевод А. Кублицкой-Пиоттух)Оригинальный текст (фр.)"A noir, E blanc, I rouge, U vert, O bleu : voyelles,

Je dirai quelque jour vos naissances latentes :

A, noir corset velu des mouches éclatantes

Qui bombinent autour des puanteurs cruelles"
Исключительно подробно свои фонемно-цветовые ассоциации описывает в романе «Другие берега» Владимир Набоков. Впрочем, для него сливаются воедино ощущения, вызываемые звуком, буквой и артикуляцией:

 …я наделен в редкой мере так называемой audition colorée — цветным слухом. <…> Не знаю, впрочем, правильно ли тут говорить о «слухе»: цветное ощущение создается по-моему осязательным, губным, чуть ли не вкусовым чутьем. Чтобы основательно определить окраску буквы, я должен букву просмаковать, дать ей набухнуть или излучиться во рту, пока воображаю её зрительный узор.
Чрезвычайно сложный вопрос, как и почему малейшее несовпадение между разноязычными начертаниями единозвучной буквы меняет и цветовое впечатление от неё (или, иначе говоря, каким именно образом сливаются в восприятии буквы её звук, окраска и форма), может быть как-нибудь причастен понятию «структурных» красок в природе. Любопытно, что большей частью русская, инакописная, но идентичная по звуку, буква отличается тускловатым тоном по сравнению с латинской.